# Raúl Ávila
Raúl Ávila (Francisco Raúl Ávila Sánchez) es un lingüista mexicano que se ha dedicado principalmente a la sociosemántica y al estudio de la difusión del español en los medios.
Nació el 9 de marzo de 1937 en Tamazunchale, en el estado mexicano de San Luis Potosí. Allí hizo sus primeros estudios. Terminó la primaria en la Ciudad de México, donde siguió estudiando hasta obtener el título de doctor en El Colegio de México, donde es profesor-investigador en el Centro de Estudios Lingüísticos y Literarios. También hizo estudios de posgrado en la Universidad de la República, Montevideo, Uruguay.
Se ha dedicado en los últimos años, como coordinador general, a la investigación del español en los medios de difusión masiva, labor en la que participan 26 universidades de 20 países.
También ha sido coordinador de los libros de texto gratuitos (1979-1982), de los que previamente fue coautor (1972-1976). Su trabajo con los niños lo ha llevado a publicar un diccionario pedagógico integral del español de México, Diccionario inicial del español de México y ¿Te la sabes?  un Seleccionario (diccionario selectivo) con las palabras de baja frecuencia de uso en el español internacional.
Ha dado cursos y/o conferencias en distintos países de Norte-, Centro- y Suramérica, y de los demás continentes. A partir de sus ideas, ha coordinado el diseño de varios programas de cómputo. Uno de ellos, Lector-Escritor (LEES), simula a los lectores para lograr una comunicación más adecuada. Otro, llamado BibliCon (Bibliografía y Contenido) es un programa multiplataforma que muestra únicamente los campos obligatorios para hacer fichas bibliográficas (los opcionales aparecen de acuerdo con las necesidades del usuario) y que permite agregar a cada ficha bibliográfica un número ilimitado de fichas de contenido (citas, comentarios, resúmenes y descripciones). 

## Libros
- La lengua y los hablantes, Trillas, 4ª ed.,  2007, (1a ed., 1977) ISBN 9682472717.
- El habla de Tamazunchale (Estudios Lingüísticos y Literarios), El Colegio de México, 1990, ISBN 9681204441.
- Lengua y cultura, Trillas, 1993, ISBN 9682444144.
- Diccionario infantil: ¿Qué es? ¿Qué hace? ¿Dónde está?, Trillas, 1993, ISBN 9682436923.
- Estudios de semántica social (Jornadas), El Colegio de México, 1999, ISBN 9681208730.
- DIME: Diccionario inicial del español de México, Trillas, 2003, ISBN 9682467144.
- De la imprenta a la internet: la lengua española y los medios de comunicación masiva (Jornadas), El Colegio de México, 2009, ISBN 9786074620481.
- Variación del español en los medios, El Colegio de México, 2010, ISBN 9786074622249.
- ¿Te la sabes? Seleccionario de palabras que se usan poco, El Colegio de México, 2015, ISBN 9786074626544.
- Versos de la huasteca recogidos en Tamazunchale, El Colegio de México, 2016, ISBN 9786074628661.
- (Coautor). Español, primer grado, 2 tomos, México, Secretaría de Educación Pública, 1972.
- (Coautor). Español primer grado: auxiliar didáctico, México, Secretaría de Educación Pública, 1972.
- (Coautor). Español, segundo grado, 2 tomos, México, Secretaría de Educación Pública, 1972.
- (Coautor). Español, segundo grado: libro del maestro, México, Secretaría de Educación Pública, 1972.
- (Coordinador y coautor). Español, tercer grado, México, Secretaría de Educación Pública, 1973.
- (Coordinador y coautor). Español tercer grado: libro del maestro, México, Secretaría de Educación Pública, 1972.
- (Coautor). Español, cuarto grado, México, Secretaría de Educación Pública, 1973.
- (Coautor). Español, cuarto grado: libro del maestro, México, Secretaría de Educación Pública, 1974.
- (Coautor). Español, quinto grado, México, Secretaría de Educación Pública, 1974.
- (Coautor). Español, quinto grado: auxiliar didáctico, México, Secretaría de Educación Pública, 1974.
- (Coautor). Español, sexto grado, México, Secretaría de Educación Pública, 1974.
- (Coautor). Español, sexto grado: libro para el maestro, México, Secretaría de Educación Pública, 1976.
- (Coautor). Español primer grado para la enseñanza media básica, México, Limusa, 1975; 2ª ed. 1983.
- (Coautor). Español segundo grado para la enseñanza media básica, México, Limusa, 1976; 2ª ed. 1982.
- (Coautor). Español tercer grado para la enseñanza media básica, México, Limusa, 1977; 2ª ed. 1980.
- (Coordinador y coautor) Mi libro de primero, 4 tomos, México, Secretaría de Educación Pública, 1980.
- (Coautor). Libro para el maestro: primer grado, México, Secretaría de Educación Pública, 1980.
- (Coordinador y coautor). Mi libro de segundo: Ejercicios, México, Secretaría de Educación Pública. 1981.
- (Coeditor y prólogo). Mi libro de segundo: Lecturas, México, Secretaría de Educación Pública. 1981.
- (Coautor). Libro para el maestro: segundo grado, México, Secretaría de Educación Pública, 1981.
- (Coordinador y coautor). Español tercer grado: Ejercicios, México, Secretaría de Educación Pública, 1982.
- (Coeditor y prólogo). Español tercer grado: Lecturas, México, Secretaría de Educación Pública, 1982.

## Programas de cómputo
- Scriptum, El Colegio de México / Net & Services Trantor, 2000. Detecta variantes ortográficas y sociales de un texto.
- Lector-Escritor (LEES), El Colegio de México / INEA, 2000. Identifica tipos y vocablos para simular lectores.
- Variación Léxica Internacional del Español (Valide), El Colegio de México, 2006. Identifica variantes léxicas internacionales en un texto.
- Biblioteca Electrónica Avanzada (Bela), El Colegio de México / Centro de Estudios de Ciencias de la Comunicación (CECC), 2008. Biblioteca virtual dedicada a disciplinas afines a las ciencias de la comunicación.
- BibliCon 3.0, El Colegio de México / Evolumedia, 2016. Registra fichas bibliográficas y de contenido.